# Omul furnică și Viespea
Omul furnică și Viespea este un film cu supereroi bazat pe benzile desenate Marvel cu același nume create de Stan Lee, avându-i ca protegoniști pe Paul Rudd, Michael Douglas, Laurence Fishburne, Michelle Pfeiffer, Evangeline Lilly, Bobby Cannavale, Michael Pena, Hannah John-Kamen și T.I..